# Gisela Burckhardt

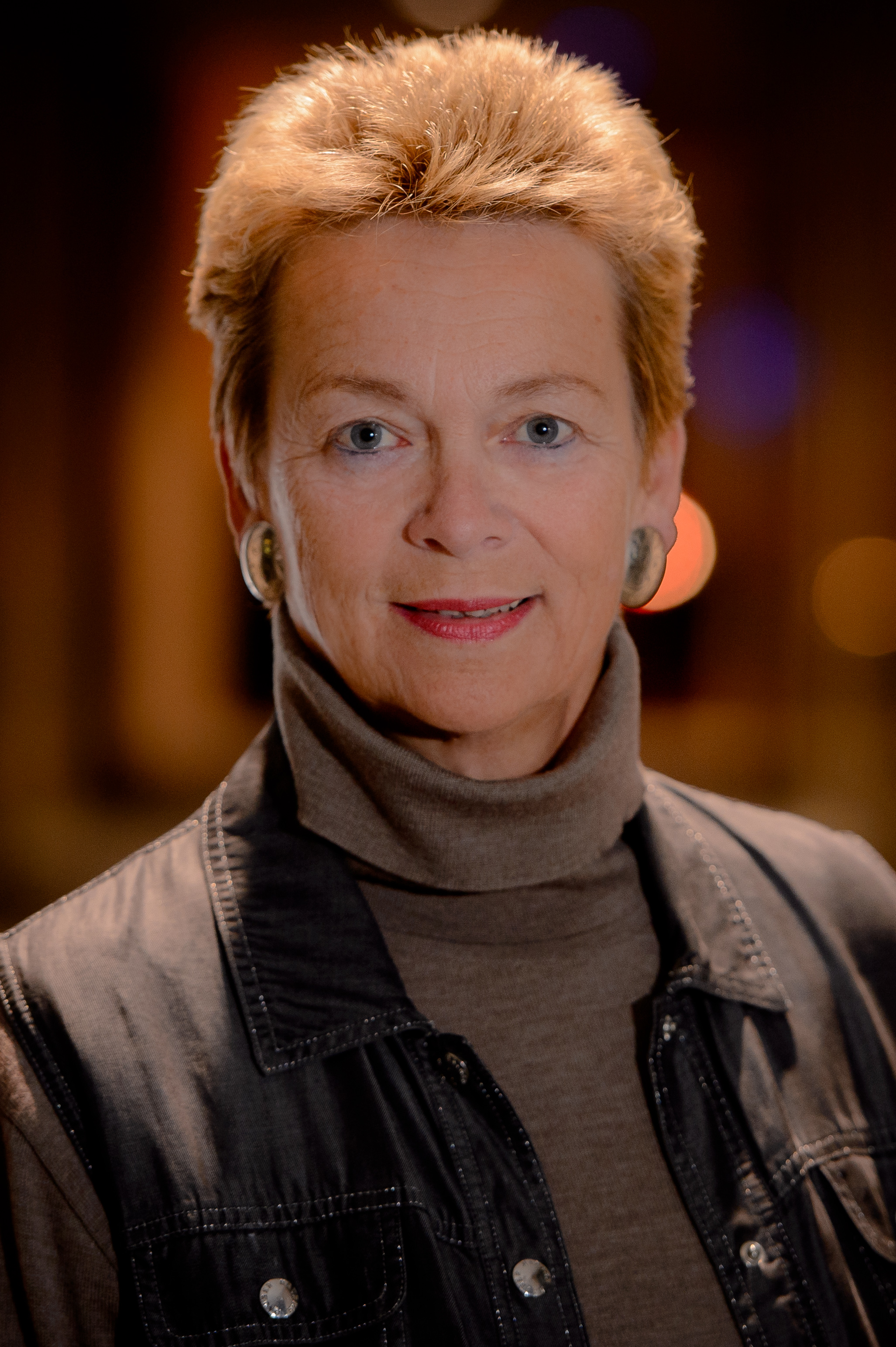
Gisela Burckhardt, 2015

Gisela Burckhardt (* 1951 in Aachen) ist eine deutsche Sachbuchautorin, promovierte Pädagogin und politische Aktivistin, die sich für Frauenrechte und faire Arbeitsbedingungen in der Textilindustrie, insbesondere in Südostasien, einsetzt.
Sie ist Gründerin und Vorstandsvorsitzende des 2010 gegründeten Vereins FEMNET, der sich für „feministische Perspektiven auf Politik, Wirtschaft und Gesellschaft“ einsetzt. FEMNET ist ein tragendes Mitglied der Kampagne für Saubere Kleidung (Clean Clothes Campaign), die das Ziel hat, die Arbeitsbedingungen in der weltweiten Bekleidungs- und Sportartikelindustrie zu verbessern. Hierzu werden Endverbraucher informiert, wird mit einkaufenden Textilunternehmen in Deutschland verhandelt, werden Arbeiterinnen-Organisationen unterstützt und öffentliche Kampagnen durchgeführt.
Burckhardt arbeitete seit den 1980er Jahren als entwicklungspolitische Gutachterin und Trainerin. In Nicaragua arbeitete sie von 1981 bis 1984 für das United Nations Development Programme (UNDP), in Pakistan (1985–86) im Auftrag der Deutschen Gesellschaft für Technische Zusammenarbeit (GTZ) und in Äthiopien (1999–2001) für das Institut für Internationale Zusammenarbeit des Deutschen Volkshochschul-Verbands (IIZ/DVV). Burckhardt veröffentlichte mehrere Sachbücher als Herausgeberin/Autorin. Sie hat einen Sohn und eine Tochter und lebt mit ihrem Mann in Bonn.

## Auszeichnungen

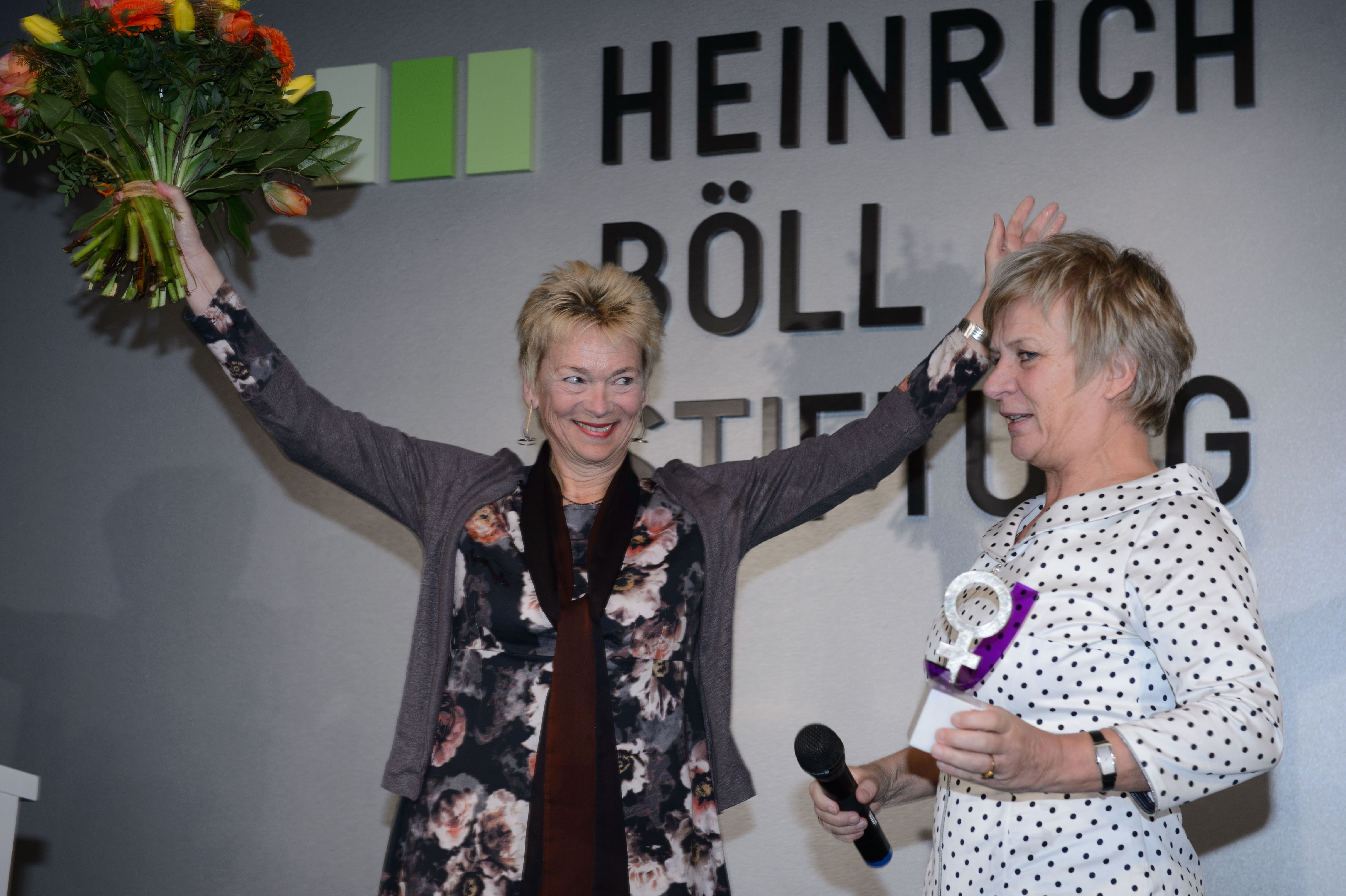
Verleihung des Anne-Klein-Frauenpreises an Gisela Burckhardt durch Barbara Unmüßig

Im Frühling 2016 zeichnete die Heinrich-Böll-Stiftung Burckhardt mit dem Anne-Klein-Frauenpreis aus.
- Gewinnerin des Edition F-Awards 2016 „25 Frauen, die unsere Welt besser machen“
- Verdienstkreuz am Bande des Verdienstordens der Bundesrepublik Deutschland, 2020.

## Veröffentlichungen (Auswahl)
- (Hrsg.) Die Schönfärberei der Discounter – Klage gegen Lidl’s irreführende Werbung Springer-Verlag, 2010. ISBN 978-3-658-02842-8.
- (Hrsg.) Corporate Social Responsibility – Mythen und Maßnahmen, 2. Auflage, Verlag Springer Gabler, 2013, ISBN 978-3-658-02842-8.
- Billige Kleidung – und ihr Preis. In: Blätter für deutsche und internationale Politik 1/2013 (2013)
- Soziale Indikatoren in Nachhaltigkeitsberichten – Freiwillig, verlässlich, gut? In: WISO-Diskurs, Friedrich-Ebert-Stiftung (2012)
- Todschick. Edle Labels, billige Mode – unmenschlich produziert. Heyne Verlag München, 2014. ISBN 978-3-453-60322-6.
- Von Primark bis Hugo Boss: Geschäfte ohne Skrupel. in „Blätter für deutsche und internationale Politik“ 1/2015.
- Burckhardt/Scheu (2015) Ein Bündnis für nachhaltige Textilien Unternehmensverantwortung in der Bekleidungsindustrie, in Peripherie Nr. 1 40
- Burckhardt, (2017) CSR in Mode: Ein kritischer Blick auf die Bekleidungsindustrie und FEMNETs Einsatz für bessere Arbeitsbedingungen, in “CSR in Nordrhein Westfalen”
- Burckhardt, (2018), Fünf Jahre nach Rana Plaza – mehr Sicherheit aber keine Verbesserung bei den Arbeitsbedingungen in Zeit Online
- Burckhardt, (2018) Rana Plaza – Fünf Jahre danach – welchen Einfluss hätte die EU-Kommission? In Südzeit
- Burckhardt (2019) Verantwortung von Unternehmen in der Wertschöpfungskette des Textilsektors - Freiwillige Maßnahmen und gesetzliche Regelungen, in: Salzkörner, Zentralorgan der Katholiken in Deutschland
- Burckhardt (2020) Siegel ohne Glaubwürdigkeit?, Auf das Textilbündnis folgt der Grüne Knopf, aber kein Gesetz, in: Blätter des IZ3W, 377 (März/April 2020)